# Riteish Deshmukh
Ritesh Deshmukh (ur. 17 grudnia 1978) – bollywoodzki aktor. Pochodzi z Latur miasta w Marathwada (Maharasztra). Jego ojciec był dwukrotnie premierem Maharasztry. Stanu wolnego, wyznania hinduistycznego. Kształcił się w G. D. Somani High School i Kamala Raheja School of Architecture w Bombaju. Pracował i studiował aktorstwo w Nowym Jorku (The Lee Strasberg Theatre Institute). 

## Filmografia
| Rok  | Film                                | Rola                     | Uwagi         |
| ---- | ----------------------------------- | ------------------------ | ------------- |
| 2003 | Tujhe Meri Kasam                    | Rishi                    |               |
| 2003 | Out of Control                      | Jaswinder                |               |
| 2004 | Masti                               | Amar                     |               |
| 2004 | Bardaasht                           | Anuj Shrivastav          |               |
| 2004 | Naach                               | Diwakar                  |               |
| 2005 | Kyaa Kool Hai Hum                   | Karan Pandey             |               |
| 2005 | Home Delivery: Aapko... Ghar Tak    | Party Man                |               |
| 2005 | Mr Ya Miss                          | Shekhar                  |               |
| 2005 | Bluffmaster                         | Aditya "Dittu" Srivastav |               |
| 2006 | Fight Club - Members Only           | Somil                    |               |
| 2006 | Malamaal Weekly                     | Kanhaiya                 |               |
| 2006 | Darna Zaroori Hai                   | Student                  |               |
| 2006 | Apna Sapna Money Money              | Kishan                   |               |
| 2007 | Namastey London                     | Bobby Bedi               | gościnnie     |
| 2007 | Cash                                | Lucky                    |               |
| 2007 | Heyy Babyy                          | Tanmay                   |               |
| 2007 | Dhamaal                             | Deshbandhu Roy           |               |
| 2007 | Om Shanti Om                        | we własnej osobie        | gościnnie     |
| 2008 | De Taali                            |                          | w produkcji   |
| 2008 | Aladdin and the Mystery of the Lamp | Aladdin                  | zapowiedziany |
| 2008 | Ramayan                             | Laxman                   | zapowiedziany |

## Nagrody
- 2004: Screen Award dla Najlepszego Aktora Komediowego - Masti
- 2004: Zee Cine Award dla Najlepszego Aktora Komediowego - Masti
- 2005: Zee Cine Award dla Najlepszego Aktora Komediowego - Bluffmaster